# نيل موندي
كانت نيل آي موندي من مواليد (27 أكتوبر 1921-1 سبتمبر 2005) عالمة كيمياء حيوية أمريكية. معروفة بخبرتها فيما يتعلق بالبطاطس . أمضت معظم مهنتها في جامعة كورنيل، حيث حصلت في عام 1953 على درجة الدكتوراه في الكيمياء الحيوية. وعملت بعد ذلك كأعضاء هيئة تدريس هناك لما يقرب من خمسين عامًا. حصلت على جائزة إليزابيث فليمنج ستير الأولى. في عام 1999 تم إدخالها في قاعة المشاهير النسائية الوطنية . 

## النشأة
ولدت نيل موندي في بوكاهونتاس، أركنساس لوالدها دالي (الذي تم تسجيله أحيانًا باسم دالي) الذي عمل كمقيم ضرائب المقاطعة وأمه، إيثيل كارول موندي (ولد في 19 فبراير 1889).  توفي والدها من مرض السل في عام 1924 عندما لم يكن نيل يبلغ من العمر 3 سنوات.  بعد وفاته تولى والدتها العمل كصحفي.  استمرت ايثيل موندي في العيش مع نيل في جميع المواقع العديدة التي أخذها عملها إليها. (7)
في عام 1943 ، حصلت على درجة جامعية بامتياز مع مرتبة الشرف في الكيمياء في جامعة أواتشيتا المعمدانية تليها درجة الماجستير من جامعة تكساس في أوستن بعد ذلك بعامين.   بينما في أوستن أصبحت عضوًا في Iota Sigma Pi .  في عام 1953 حصلت على الدكتوراه. في الكيمياء الحيوية من جامعة كورنيل في ولاية نيويورك. درست في كورنيل لمدة 48 عامًا بدءًا كأستاذ مشارك في التغذية. لم تتزوج نيل أبدًا ولكنها عاشت دائمًا مع والدتها التي انتقلت معها إلى إيثاكا حيث توفيت إيثيل في عام 1972.  
في شتاء عام 1996 عن عمر يناهز 75 عامًا، هاجمها مراهق تركها أصمًا جزئيًا. بسبب هذا الحادث أصبحت نشطة في حقوق الضحية وسلامة المسنين التي دفعت مشاريع القوانين في مجلس الشيوخ والجمعية في نيويورك.   وقد دافعت عن تغييرات في الدعم الذي يتلقاه الضحايا من حيث الرد، والتنقل عبر البيروقراطية، والدعم العاطفي، والحماية. 
ترك نيل موندي مجموعة كبيرة من الكتابة والبحث خلفها. يمكن العثور على عملها في العديد من المنشورات التي تصف مجموعة واسعة من المواضيع المحيطة بالبطاطس مثل كيفية تأثر المحتوى الكيميائي للبطاطا بالتعديلات في التربة أو في كيفية تعبئتها.   كتابها الأول كان كيمياء الأغذية التجريبية ، نُشر عام 1980. 
في عام 1960 ، كان موندي مفيدًا في إنشاء أول مؤتمر دولي للأغذية بعد حصوله على جائزة الناتو للذهاب إلى اسكتلندا ويكون جزءًا من ندوة حول التطورات الأخيرة في علوم الغذاء.  في منتصف ذلك العقد عملت كمستشارة في شركة RT الفرنسية (المعروفة اليوم باسم الفرنسية). عملت في جامعة ولاية فلوريدا أستاذا للغذاء والتغذية من 1960-1970. في ظل حكومة الولايات المتحدة، عملت لدى وزارة الزراعة الأمريكية، ومن 1979 إلى 1980 استشارت وكالة حماية البيئة. 
في عام 2001 ، نشرت سيرة ذاتية، أنت لا تفشل أبدًا حتى تتوقف عن المحاولة: قصة عالمة نساء رائدات. يركز الكتاب على تحديات الدكتور موندي كونها امرأة في العلوم وعملها لتحسين الغذاء والتغذية في جميع أنحاء العالم، وتحديداً في دول العالم الثالث. 